# Apu Inti
Apu Inti, ou simplesmente Inti, era o deus do Sol dos antigos incas. Chamado "Servo de Viracocha", exercia a soberania no plano superior ou divino, do mesmo modo que um intermediário seu, o Imperador Inca, chamado "Filho de Inti", reinava sobre os homens. Inti era a divindade mais importante para os incas: era adorado em muitos santuários, recebendo oferendas de ouro, prata e as chamadas "virgens do Sol", que o serviam. Os incas realizavam sacrifícios a ele, acreditando estar satisfazendo-o. Possuía um grande templo em Cusco, capital do Império Inca, onde as múmias dos imperadores incas eram guardadas, e cujas muralhas eram feitas de ouro, que os incas acreditavam ser o suor do sol.